# San Sosti
San Sosti (Santisuòsti in calabrese) è un comune italiano di 1 870 abitanti della provincia di Cosenza in Calabria.

## Geografia fisica
L'abitato di San Sosti si sviluppa (a circa 363 m s.l.m.) sulla cima e le pendici di un apparato collinare che è il prolungamento naturale del versante sudovest della catena montuosa del Pollino, costituito dalla montagna del Pettoruto. Il suo territorio è bagnato dalle acque di ben due fiumi: l'Esaro ed il Rosa; che ne hanno condizionato negli anni passati le attività umane facendo sì che si sviluppasse, per quel che riguarda lo sfruttamento delle risorse naturali da parte dell'uomo, una naturale vocazione agricola. Il territorio comunale si articola su un profilo altimetrico con quota minima di 129 e massima di 1717 (monte La Muletta).

## Storia
Il territorio era stato frequentato a partire dalla media età del bronzo (XVI secolo a.C.) e in corrispondenza del castello della Rocca, che domina l'attuale abitato, sono state inoltre rinvenute tracce di un abitato del bronzo finale (XI-X secolo a.C.); la frequentazione della zona dell'abitato per il bronzo finale e la prima età del ferro è attestata inoltre dai ritrovamenti di frammenti di ceramica dipinta micenea ed enotria presso l'attuale abitato. Un abitato dell'età del ferro è stato inoltre identificato presso la località Casalini, sul lato opposto del torrente Rosa (riva sinistra), affluente dell'Esaro (IX-VII secolo a.C.): in epoca protostorica doveva esistere un sistema di insediamenti fortificati che controllavano i percorsi verso mar Tirreno.
Un luogo di culto di epoca greca arcaica è attestato dai rinvenimenti presso gli scavi archeologici della chiesa del Carmine, nell'attuale abitato, e altri materiali sono stati rinvenuti nel castello della Rocca (VI-V secolo a.C.), connessi probabilmente con le città prima di Sibari e poi di Thuri. Da questi santuari proviene probabilmente l'ascia votiva di San Sosti del British Museum (VI secolo a.C.), con iscrizione di dedica ad Era, di cui si cita un santuario situato in pianura.
Mancano attestazioni di epoca lucana, mentre per l'epoca romana sono conosciute le ville di Cerreto e di Ministalla e traccia di un edificio è stata rinvenuta negli scavi archeologici nell'attuale abitato.
Nel X secolo-XI secolo venne costruito il castello della Rocca, abbandonato poi tra il XIII e il XIV secolo, legato con l'abitato di San Sosti, mentre l'abitato fortificato dei Casalini, di epoca bizantina doveva essere autonomo e appartenente ad un diverso territorio, il cui confine era forse segnato dal torrente Rosa. Allo stesso periodo della Rocca appartiene il monastero bizantino di san Sozonte,: dal nome greco del santo titolare deriva il nome del paese (in età medievale "Santa Sosta").

### Simboli
Lo stemma e il gonfalone del comune di San Sosti sono stati concessi con decreto del presidente della Repubblica del 12 aprile 1984.
Il gonfalone è un drappo troncato di azzurro e di bianco.

## Monumenti e luoghi d'interesse
- Santuario-basilica della Madonna del Pettoruto: Santuario-Basilica che sorge sulle pendici del monte "Montea".
- Castello della Rocca: roccaforte bizantina posta su un'altura sovrastante il paese, all'ingresso della gola del Pettoruto; un tempo sorvegliava ed in caso di necessità difendeva il territorio sottostante; sito di interesse archeologico, visitabile percorrendo a piedi un suggestivo sentiero di montagna lastricato in pietra.[8]
- Chiesa della Madonna del Carmine: chiesetta dove sono conservate le statue ancora oggi utilizzate per le processioni legate alle celebrazioni della Settimana santa; sono visibili i resti di un luogo di culto di epoca greca arcaica riportati alla luce dalle prospezioni archeologiche del 2004 all'interno della chiesa.
- Località Casalini: ospita una cittadella fortificata di epoca bizantina che per gran parte si è ancora conservata in buone condizioni; posta sulla cima della montagna, in posizione dominante sull'intera vallata dell'Esaro-Rose; importante sito di interesse archeologico; vi si accede percorrendo un sentiero sterrato di montagna immerso nei boschi.
- Chiesa di santa Caterina V.M.: imponente chiesa posta in posizione elevata; all'interno si trovano decorazioni in foglia d'oro; di rilievo è l'affresco di scuola napoletana che domina l'altare.
- Centro Storico: molto interessante è la possibilità di fare una rilassante passeggiata per le caratteristiche vie del centro storico del paese ammirando gli antichi palazzi nobiliari, le chiese, il carcere Borbonico, ecc.
- Cascata di "Fra Giovanni" e lungofiume: sito di interesse naturalistico dove, lungo il fiume Rosa, è possibile ammirare la grande cascata, i ruderi del vecchio mulino ad acqua e la vecchia centrale idroelettrica.
- Gola del Rosa (fiume): luogo di interesse naturalistico.

## Società

### Evoluzione demografica
Abitanti censiti

## Cultura

### Cinema
- Alcune riprese del film "Io e mio fratello", prodotto nel 2023 da "Calabria Film Commission", "302 Original Content" e "Vision Distribution" per "Amazon Studios", sono state girate nel naturalisticamente spettacolare territorio del comune di San Sosti[10].
- Alcune scene della puntata dedicata a Caterina Tufarelli - Palumbo - Pisani, Primo Sindaco donna d'Italia, della docu-serie "Donne di Calabria", prodotta nel 2022 da "Calabria Film Commission", "Anele" e "Rai Cultura", sono state girate nei suggestivi luoghi del territorio del Comune di San Sosti che hanno fatto da cornice alla storia della vita della protagonista della puntata.[11]
- Alcune riprese del film su Gioacchino da Fiore Il Monaco che vinse l'Apocalisse di Jordan River sono state girate nel territorio di San Sosti. La cascata di "Fra Giovanni" e il fiume Rosa sono diventati set cinematografico ambientati nel XII sec.[12].

## Amministrazione

### Gemellaggi
- Bra
  - Nel comune di Bra (CN) è presente una grande quantità di emigrati di San Sosti.
- San Isidro
  - A San Isidro, in Argentina è presente una grande comunità di emigrati di San Sosti istituzionalmente riconosciuta.
- Fátima
  - Il Santuario-Basilica della Madonna del Pettoruto di San Sosti è gemellato con il Santuario della Madonna di Fatima.